# Frank McCarthy (DJ)
Frank McCarthy (* 26. August 1971) ist ein britischer Radio-DJ, deutschen Hörern vor allem bekannt durch seine montags bis donnerstags von 19 bis 22 Uhr ausgestrahlte Radioshow bei BFBS Radio Germany.

## Leben
Frank McCarthy wurde im schottischen Bellshill geboren, wuchs aber überwiegend in Deutschland auf. Seine Familie zog 1974 nach Rheindahlen, sein Vater arbeitete als Konrektor an der britischen St. Clemens School in der damals noch eigenständigen Gemeinde Wickrath. 1982 übersiedelte die Familie nach Oerlinghausen. Dort war Frank McCarthy sen. bis zu ihrer Schließung 1994 Leiter der British Forces Service Children’s Schools.
Kurz nach Beendigung seiner Schulzeit volontierte McCarthy zwei Monate im BFBS-Studio Bielefeld, anschließend (Oktober 1990) zog er nach Herford und arbeitete im damals neuen Sendezentrum von BFBS Germany, zunächst als Assistent, später als Moderator und Produzent. Seine erste eigene Sendung (Late Show von 22 bis 0 Uhr) moderierte er im Oktober 1992. Weitere Sendungen, die er als Moderator und zum Teil auch als Produzent betreute, waren Saturday Lunch (Januar bis Oktober 1993), Weekend Breakfast (Januar 1994 bis April 1996), Weekday Drivetime (April 1996 bis April 1999) und Weekday Lunch (April 1999 bis April 2001).
Schon während seiner letzten Jahre in Deutschland wurde er zweimal für mehrere Monate nach Priština versetzt, wo er bei BFBS Kosovo ebenfalls als Moderator und Produzent arbeitete. Seit Juli 2001 ist er für BFBS UK tätig, wurde aber bis 2006 immer wieder für Auslandseinsätze abgestellt. Er arbeitete als Moderator, Produzent und teilweise auch Sendeleiter für die BFBS-Stationen auf den Falklandinseln, in Bosnien, Belize, auf Gibraltar, im Irak und auf Zypern. Ab September 2006 betreute er seine Sendungen ausschließlich in England, seit Juni 2016 in Kanada.
McCarthy ist seit seinem siebenten Lebensjahr ein begeisterter Schlagzeuger (Spitzname: „Frank Drummer“) und hat in mehreren Bands gespielt. Neben seiner Radiotätigkeit schreibt er Musikkritiken und arbeitet als DJ in Clubs und Diskotheken. Bisweilen produziert er junge, noch unbekannte Bands, deren Förderung ihm besonders am Herzen liegt.
Er lebt heute in der Grafschaft Buckinghamshire nordwestlich von London, in der auch die Zentrale des BFBS ihren Sitz hat.

### Die aktuelle Sendung
McCarthys von Montag bis Donnerstag ausgestrahlte dreistündige Sendung, die seinen Namen trägt, präsentiert am Montag ausschließlich die Official UK Top 40 Charts. An den restlichen Tagen wird ein bunter Mix aus aktuellen Hits und Titeln aus dem Alternative- und Independent-Bereich gesendet. Dem breiten Publikum noch unbekannten Interpreten wird dabei besondere Aufmerksamkeit gewidmet. McCarthy moderiert die Sendung nicht nur, sondern ist auch ihr Produzent.
Zuständig ist er überdies für die BFBS Live Sessions, bei denen Bands oder Solointerpreten akustische Sets im BFBS-Studio spielen. Die aufgezeichneten Ergebnisse dieser Sets werden, meist schon wenige Tage später, ebenfalls in seiner Sendung ausgestrahlt.